# Le Bordel magnifique
Albums de Cali
Menteur
(2005) L'Espoir
(2008)
Le Bordel magnifique est le premier album Live de Cali en ce qui concerne sa carrière solo, sorti le 2 octobre 2006, et enregistré à Lille.

## Liste des chansons
| No  | Titre                                | Durée |
| --- | ------------------------------------ | ----- |
| 1.  | Je te souhaite à mon pire ennemi     |       |
| 2.  | Je m'en vais (après Miossec)         |       |
| 3.  | Je ne vivrai pas sans toi            |       |
| 4.  | C'est quand le bonheur ?             |       |
| 5.  | Menteur                              |       |
| 6.  | La Fin du monde pour dans 10 minutes |       |
| 7.  | Il y a une question                  |       |
| 8.  | Je sais                              |       |
| 9.  | Roberta                              |       |
| 10. | Pensons à l'avenir                   |       |
| 11. | Dolorosa                             |       |
| 12. | Le grand jour                        |       |
| 13. | Qui se soucie de moi ?               |       |
| 14. | Elle m'a dit                         |       |